# Tage Olson
Tage Edvard Olson, född 21 maj 1900 i Bromma, död 28 september 1963 i Hässelby, var en svensk kemigraf, målare och skulptör.
Han var son till tapetseraren Johan Edvard Olson och Alma Sandström och från 1939 gift med Dagny Alice Vidén (1916–1990) samt bror till Torsten Olson. Han studerade vid Wilhelmsons målarskola och Lena Börjesons skulpturskola i Stockholm. Separat ställde han ut i bland annat Hässelby villastad och han medverkade i utställningar med Sundbybergs konstförening sedan 1942, Solna konstförening sedan 1944 och Spånga konstförening sedan 1956.